# Ajgun
Ajgun (čínsky v českém přepisu Aj-chun, pchin-jinem Àihún, znaky zjednodušené 瑷珲, tradiční 璦琿) je městečko v okresu Aj-chun v městské prefektuře Chej-che v provincii Chej-lung-ťiang v Čínské lidové republice. Leží na pravém břehu řeky Amur, 30 km na jižně od městského centra prefektury Chej-che.

## Historie
Předchůdcem Ajgunu bylo ďučerské městečko na levém (severovýchodním) břehu Amuru, které je ve zprávě ruského průkopníka Jerofeje Chabarova z roku 1652 připomenuto jako Ajtjun (Айтюн), od 20. století je zkoumáno ruskými archeology jako „Grodekovské hradiště“ (Гродековское городище) podle blízké vesnice Grodekovo. Místo bylo osídleno od přelomu 1. a 2. tisíciletí n. l.
Ďučerské městečko bylo zřejmě opuštěno v polovině 50. let 17. století při přesídlení Ďučerů na Sungari. Roku 1683 zde armáda říše Čching zbudovala základnu pro boj s Rusy usazenými v Albazinu. Po dobytí Albazinu Mandžuové v letech 1685/86 přemístili město o 5 kilometrů níže na pravý (jihozápadní) břeh Amuru, na místo bývalé vesnice daurského náčelníka Tolgy.
Do roku 1690 město sloužilo jako správní centrum Chej-lung-ťiangu, poté bylo jeho centrum přeloženo do Mergenu a později do Cicikaru; Ajgun však zůstal správním centrem rozsáhlého území podél Amuru.
Roku 1854 zde byla podepsána Ajgunská smlouva o hranicích mezi Ruskem a čchingskou Čínou.
Roku 1913 se Ajgun stal sídlem nově zřízeného stejnojmenného okresu (okres Aj-chun, 瑷珲), roku 1956 přejmenovaného na okres An-chuej (爱辉). Roku 1983 byl okres An-chuej začleněn do městského okresu Chej-che (zřízeného roku 1980), který byl roku 1993 reorganizován v městský obvod An-chuej.